# Cinetus proclea
Cinetus proclea är en stekelart som beskrevs av Nixon 1957. Cinetus proclea ingår i släktet Cinetus, och familjen hyllhornsteklar. Arten är reproducerande i Sverige.